# Chavín-kultúra

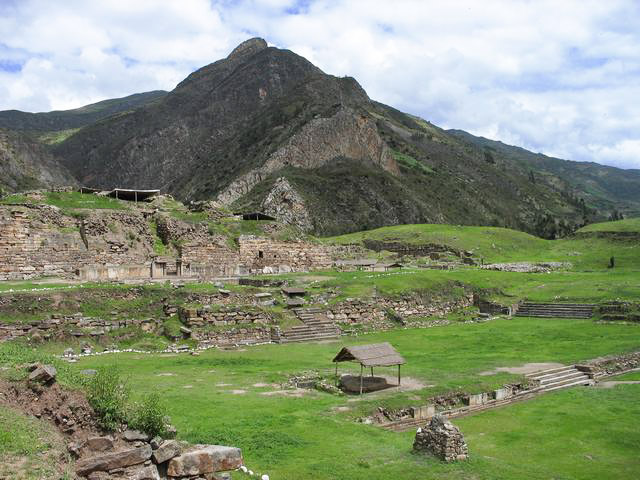
Chavín de Huantar romjai

Az i. e. 1. évezred alatt a mai Peru tekintélyes részén megfigyelhetők a Chavín-kultúra jellegzetességei. Ez a civilizáció a vallás segítségével töltötte be évszázadokra szóló egyesítő célját.
Befolyása a tengerparton az északi Sechura-sivatagtól a déli Nascáig, a hegyvidéken Pacopampától Huancavelicáig mutatható ki. Központja a mai Ancash tartományban, 3200 méter magasan fekvő szertartási centrum, Chavín de Huántar volt, ahol az évszázadok során két impozáns kőépületet, az ún. Ó- és Újtemplomot húzták fel.
Hitük szabatos kidolgozott  ikonográfiájának középpontjában a félelmet keltő jaguár, kígyó és madár állt.
Legfőbb szereplője minden bizonnyal a "Chavíni Lándzsán" és a Raimondi-sztélén megjelenített isteni lény volt, amely e három állat főbb jellemvonásait ötvözte.

## Chavín de Huántar, a város
3200 m magasan fekvő település, Chavín de Huántar helyét úgy választották meg, hogy az jelképes érintkezést képezzen a Cordillera Blanca (Fehér-Kordillerák) nevű hegy és egy kultuszhely között.
Az első épületegyüttes U alakú volt, ez volt az Ótemplom, amely egy süllyesztett, frízekkel díszített teret fogott közre, majd később kétszeresére bővült: így született meg az Újtemplom.

## Művészet
A Chavín-papok vallási összeköttetéseiket felhasználva fontos társadalmi és gazdasági szerephez jutottak, a Chavín-vallás alapján pedig megvalósult egy összefüggő vallásos művészeti stílus. Ennek markánsabb emlékei a kőből faragott domborműves tárgyak, a szürkére-feketére égetett ún. kengyel-kiöntőcsöves korsók, az aranytárgyak és az épületek díszítményei. A fémművességben megvalósították a forrasztást, a domborítást és az arany-ezüst ötvözését. A spanyol hódítás előtti Dél-Amerika legmegkapóbb szőttesei e korszak végéhez köthetők, amik mindenekelőtt a száraz Paracas-félsziget gyászszertartásainak fennmaradt tárgyi nyomaiban – Paracas Cavernas és Paracas Necropolis – fordulnak elő.
Az 1920-as években a perui régészet atyja, Julio C. Tello is feltárt e két lelőhelyen, ahol munkája során milliónyi apró figurátval, geometriai mintával ékes halotti lepleket mentett meg az utókornak.